# Xylophanes nabuchodonosor
Xylophanes nabuchodonosor är en fjärilsart som beskrevs av Charles Oberthür 1904. Xylophanes nabuchodonosor ingår i släktet Xylophanes och familjen svärmare. Inga underarter finns listade i Catalogue of Life.

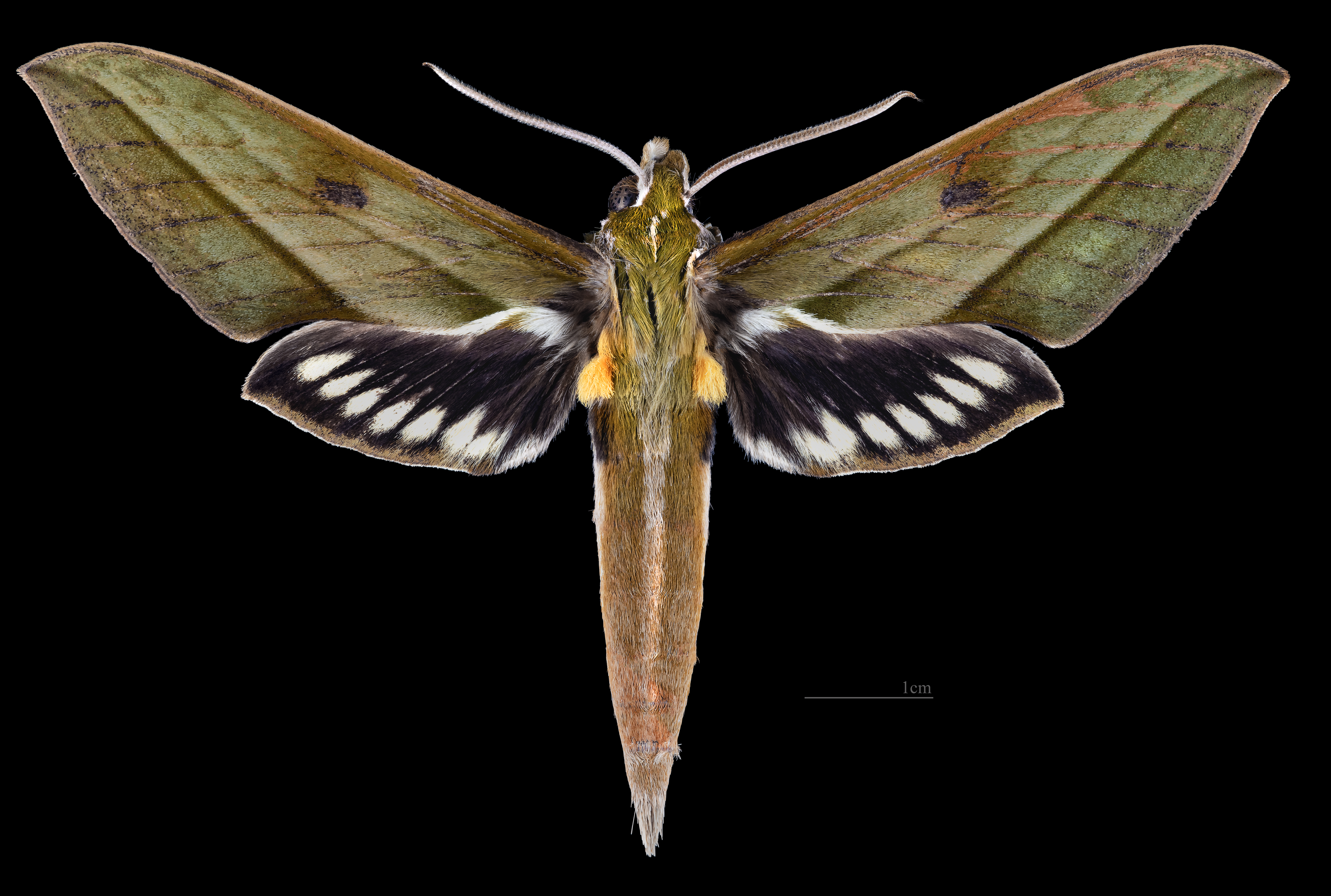
Xylophanes nabuchodonosor ♂
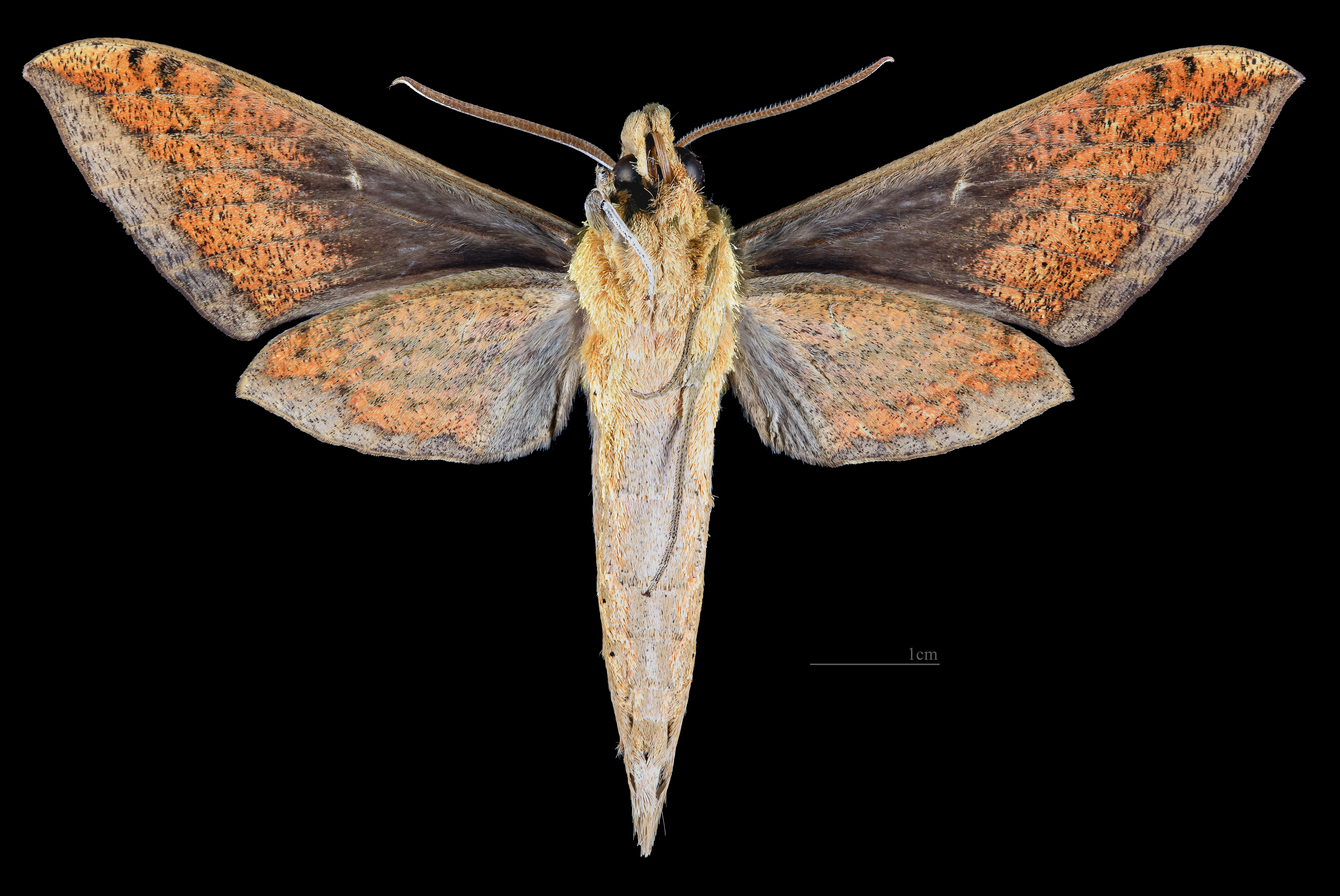
Xylophanes nabuchodonosor ♂   △
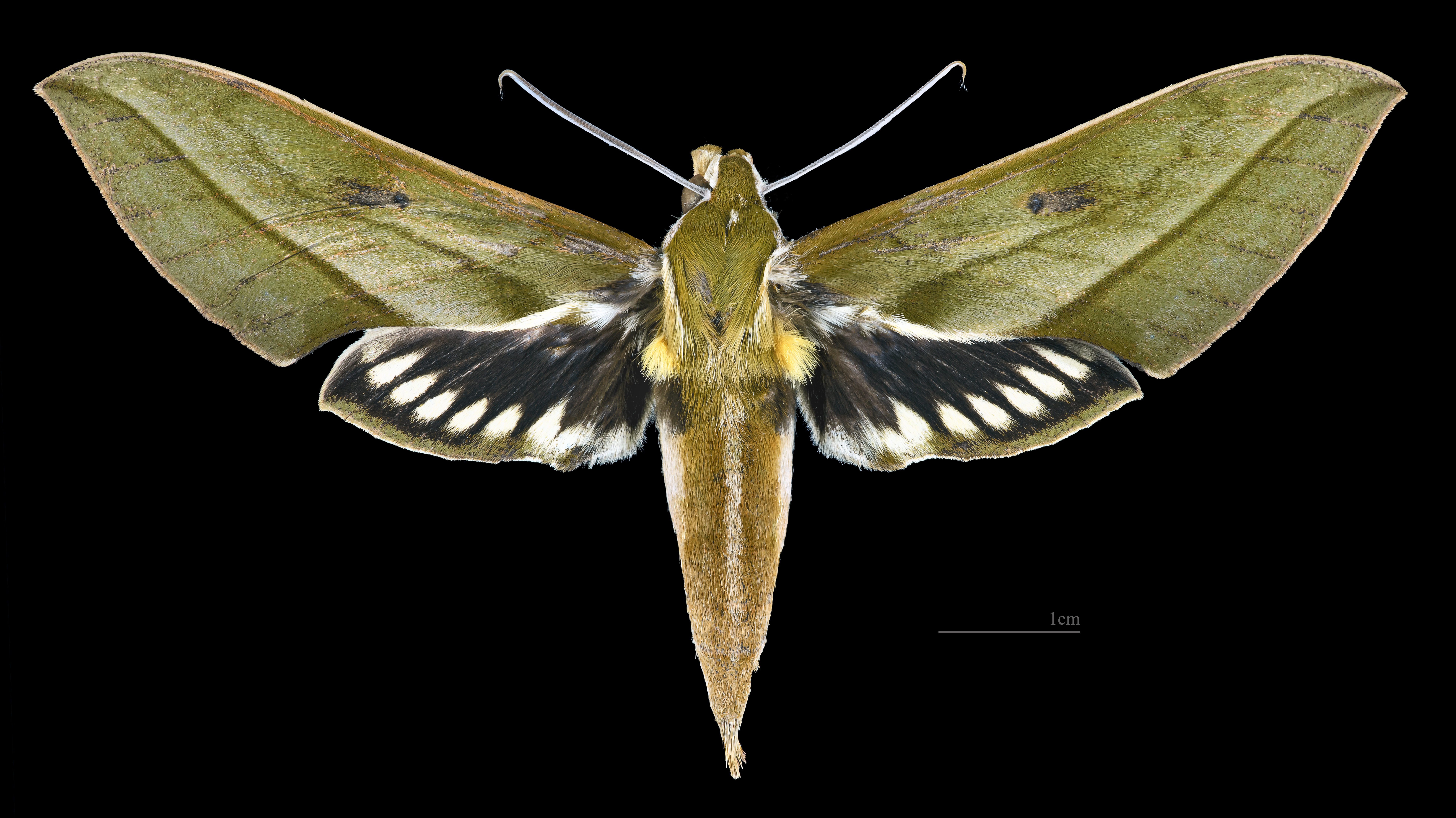
Xylophanes nabuchodonosor  ♀
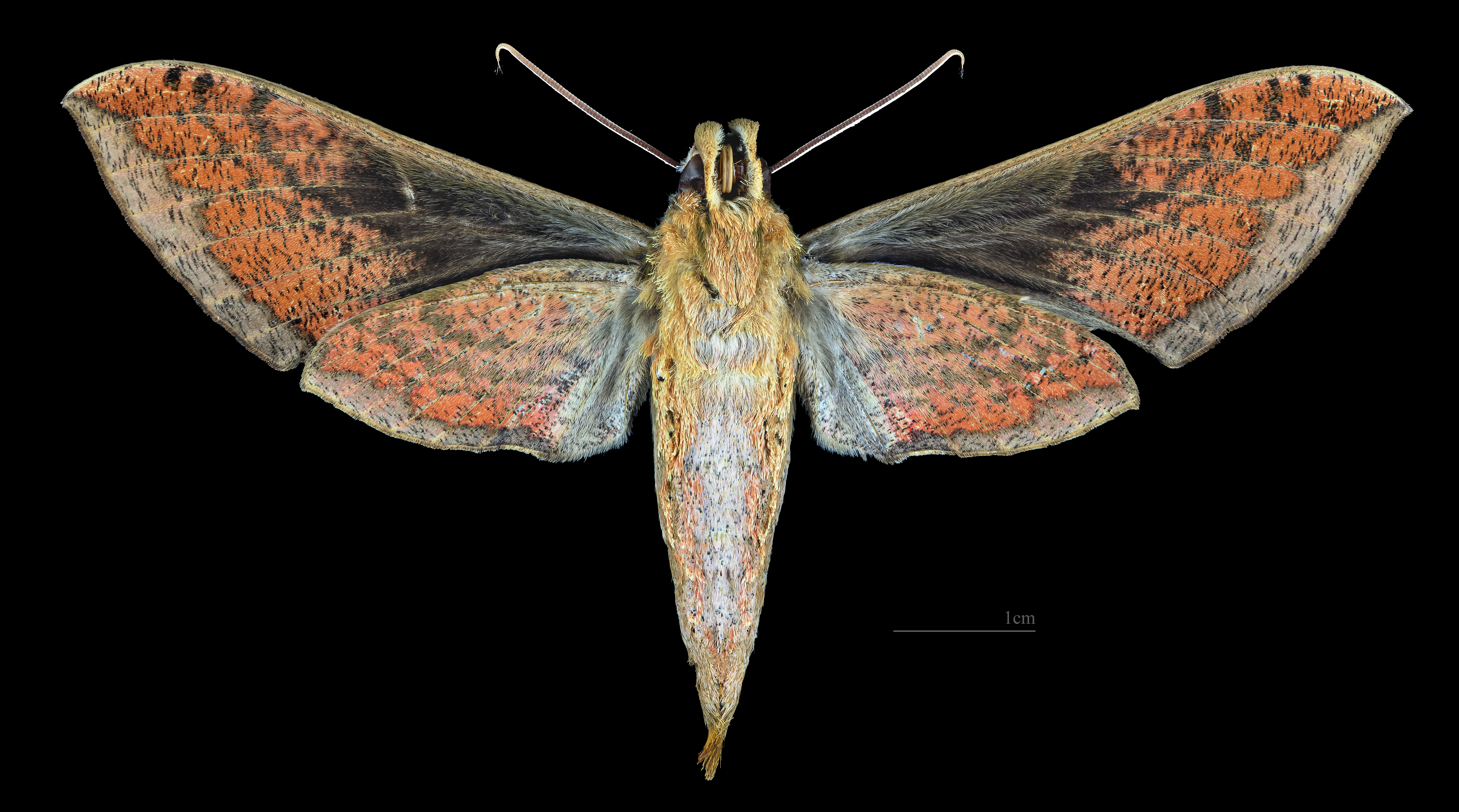
Xylophanes nabuchodonosor ♀ △